# فاکس اسپورتس
فاکس اسپورتس (انگلیسی: Fox Sports) همچنین به عنوان Fox Sports Media Group شناخته می شود ، بخش برنامه نویسی ورزشی Fox Corporation است که مسئول پخش های ورزشی است که توسط شبکه پخش  Fox انجام می شود ، FS1 ، FS2 و Fox شبکه رادیو ورزش.
این بخش در سال 1994 با کسب حق پخش بازی های  NFL  توسط فاکس تشکیل شد. در سالهای بعد ، فاکس NHL (1994–1999) ،  MLB  (1996 تا کنون) ، NASCAR (2001 تا کنون) ، سری مسابقات قهرمانی کاسه (BCS) (2007–2010) را از تلویزیون پخش کرده است.  MLS  (2003–2011 ، 2015 – تاكنون) ، مسابقات گلف Open US (2015–2019) ، انجمن ملی میله های گرم (NHRA) (2016 تا كنون) و برنامه WWE (2019–) حاضر).